# アクアヤマイシン
アクアヤマイシン（英：Aquayamycin）はアントラキノン誘導体である。
チロシンヒドロキシラーゼの阻害剤である。
サクアヤマイシン（サクアヤマイシンA、B、C、D）はStreptomyces nodosusの培養液から発見されたアクアヤマイシン系抗生物質である。